# Герберт Вайлдмен
Герберт Вайлдмен (англ. Herbert Wildman, 6 вересня 1912 — 13 жовтня 1989) — американський ватерполіст.
Бронзовий призер Олімпійських Ігор 1932 року, учасник 1936 року.